# Cronologia da Segunda Guerra Mundial (1939)
Esta é uma linha de tempo de eventos que se estendeu durante o período da Segunda Guerra Mundial. Para eventos anteriores a 1 de setembro de 1939, veja a cronologia dos antecedentes da Segunda Guerra Mundial.

## Setembro de 1939

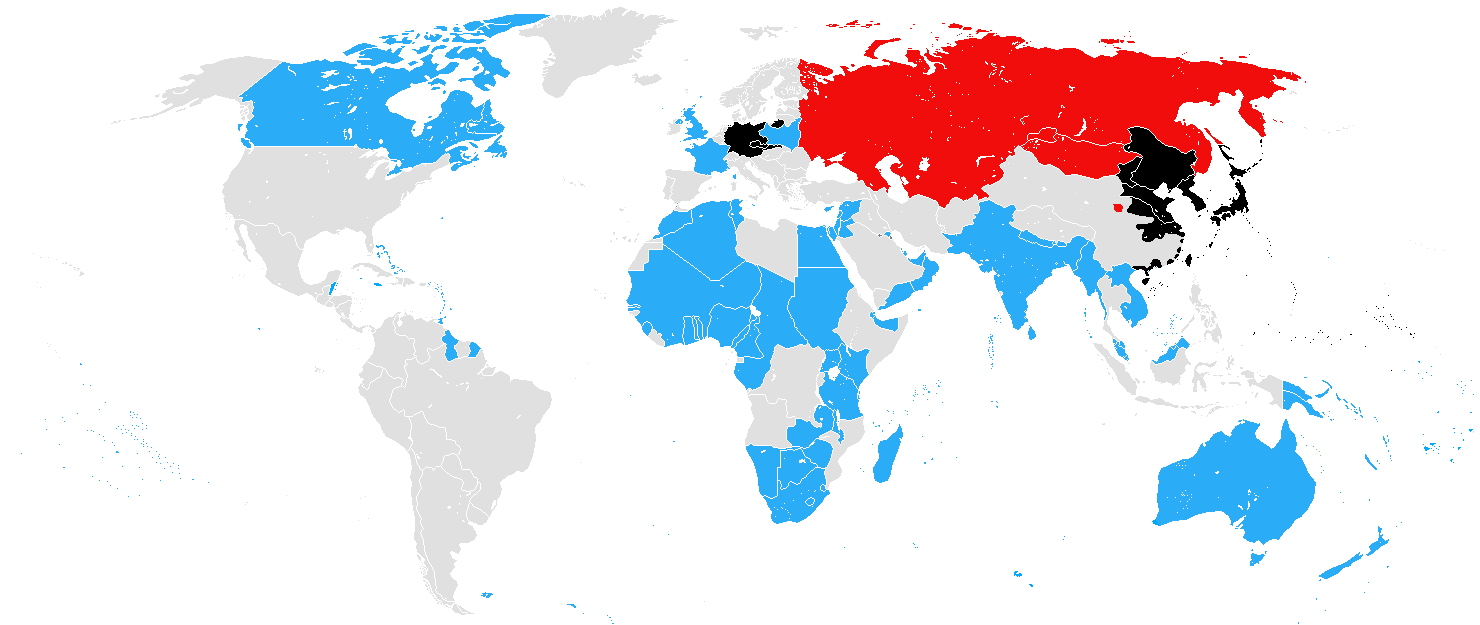
Os Aliados e as potências do Eixo no início da invasão alemã/soviética da Polônia.

- 1: A República da China e o Império do Japão estão envolvidos nos estágios iniciais do terceiro ano de conflito armado entre eles durante a Segunda Guerra Sino-Japonesa. A guerra está no que será conhecido como o "Segundo Período", que começa em outubro de 1938 e termina em dezembro de 1941. Este conflito acabará por ser varrido para a Segunda Guerra Mundial quando o Japão se juntar ao Eixo e a China se juntar aos Aliados.
: A Invasão da Polônia pela Alemanha Nazista começa às 4:45 da manhã com a Luftwaffe atacando vários alvos na Polônia. A Luftwaffe lança ataques aéreos contra Cracóvia, Łódź e Varsóvia. Dentro de cinco minutos dos ataques da Luftwaffe, a Kriegsmarine da Alemanha Nazista ordena ao antigo navio de batalha Schleswig-Holstein para abrir fogo no depósito militar polonês em Westerplatte, na Cidade Livre de Danzig, no Mar Báltico, mas o ataque é repelido. Às 8h00 da manhã, tropas do exército alemão, ainda sem uma declaração formal de guerra emitida, lançam um ataque perto da cidade polonesa de Mokra.
: Noruega e Suíça declaram sua neutralidade.
: O governo britânico declara a mobilização geral das Forças Armadas britânicas e inicia planos de evacuação na preparação de ataques aéreos alemães.
- 2: O Reino Unido e a França emitem um ultimato conjunto à Alemanha, exigindo que as tropas alemãs evacuassem o território polaco; o presidente Douglas Hyde da República da Irlanda declara a neutralidade de sua nação; o governo suíço ordena uma mobilização geral de suas forças.
: A Lei do Serviço Nacional (Forças Armadas) de 1939 é promulgada imediatamente e aplica o recrutamento completo em todos os homens entre 18 e 41 residentes no Reino Unido.
: A cidade livre de Danzig é anexada pela Alemanha. A resistência entrincheirada no Polish Post Office estão sobrecarregados.
- 3: Às 11h15 da manhã (BST), o primeiro-ministro britânico, Neville Chamberlain, anuncia na BBC Radio que o prazo final do ultimato britânico para a retirada das tropas alemãs da Polônia expirou às 11h00 da manhã e que "consequentemente essa nação está em Guerra com a Alemanha". Austrália, Índia e Nova Zelândia também declaram guerra à Alemanha dentro de horas da declaração da Grã-Bretanha.
: Às 12h30 da tarde, o governo francês entrega um ultimato final semelhante; que expira às 3h00 da tarde BST.[1]
: Em poucas horas da declaração britânica de guerra, o SS Athenia, um navio de cruzeiro britânico a caminho de Glasgow, Escócia à Montreal, Canadá é torpedeado pelo submarino alemão U-30 a 400 km no noroeste da Irlanda. 112 passageiros e membros da tripulação são mortos. Começa a "Batalha do Atlântico".
: Massacre de Bromberg: muitos civis alemães étnicos são mortos na cidade polonesa de Bromberg.

:O alistamento britânico é aumentado para abranger homens entre os 18 e os 41 anos de idade.
- 4: Às 8h00 da manhã (NST), Domínio de Terra Nova declara guerra à Alemanha.
: Na primeira ação ofensiva britânica na guerra, a Força Aérea Real lançou uma incursão na frota alemã em Heligoland Bight. Alvo o navio de guerra alemão Admiral Scheer ancorado em Wilhelmshaven, no extremo oeste do Canal de Kiel. Vários aviões são perdidos no ataque e, apesar do navio alemão ser atingido três vezes, todas as bombas não explodiram.
: O Japão anuncia sua neutralidade na situação européia. O Almirantado britânico anuncia o início de um bloqueio naval na Alemanha, uma das várias medidas pelas quais os britânicos farão uma guerra econômica nos poderes do Eixo.
: Os Estados Unidos lançam a Patrulha de Neutralidade.
- 5: O primeiro-ministro da África do Sul, Barry Hertzog, não consegue obter apoio para uma declaração de neutralidade sul-africana e é detido por um grupo de partidos do vice-primeiro-ministro, Jan Smuts.
: Os Estados Unidos declaram publicamente a neutralidade.[2]
- 6: A África do Sul, agora sob o primeiro ministro Jan Smuts, declara guerra a Alemanha.
: Batalha de Barking Creek, um incidente de fogo amigo, resulta na primeira fatalidade piloto de caça da RAF na guerra.[3]
: Um dos exércitos alemães captura a Cracóvia no sul da Polônia; O exército polaco está em retirada geral.
- 7: A França começa uma ofensiva simbólica, movendo-se para o território alemão perto de Saarbrücken.
: A Lei Nacional de Registo de 1939 é aprovada na Grã-Bretanha, introduzindo cartões de identidade e permitindo que o governo controle o trabalho.
- 8: O governo britânico anuncia a reintrodução do sistema de comboio para navios mercantes e um bloqueio em grande escala no transporte alemão.
- 9: A Ofensiva francesa do Sarre na floresta de Warndt, fortemente minada, tendo avançado aproximadamente 13 km no território alemão levemente defendido.
- 10: Depois de passar nas duas câmaras do parlamento canadense por consentimento unânime e receber o consentimento Real o Governador-geral do Canadá, John Buchan, 1º Barão Tweedsmuir, declara guerra à Alemanha.[4]
- 11: Vice-rei da Índia Victor Hope, 2.º Marquês de Linlithgow anuncia as duas casas do Legislativo indiano (o Conselho de Estado e a Assembléia Legislativa) que, devido à participação da Índia na guerra, os planos para a Federação da Índia sob a Lei de 1935 do Governo da Índia serão indefinidamente adiados.
- 12: Governo do general Gamelin ordena uma parada para o avançado francês na Alemanha.
- 15: O exército polonês é obrigado a aguentar na fronteira romena até chegarem os Aliados.[2]
- 16: O Exército Alemão completou o cerco de Varsóvia.
: Os franceses completaram a sua retira da Alemanha, terminando a Ofensiva do Sarre.
- 17: A União Soviética invade a Polônia a partir do leste, ocupando o território a leste da Linha Curzon, bem como Białystok e Galiza Oriental.
: O porta-aviões HMS Courageous é torpedeado e afundado pelo U-29 em patrulha ao largo da costa da Irlanda.
: O exército imperial japonês lança ataques na cidade chinesa de Changsha, quando suas forças no norte de Jiangxi atacaram para o oeste em direção a Henan.
- 18: O presidente polonês Ignacy Mościcki e o comandante em chefe Edward Rydz-Śmigły deixam a Polônia para a Romênia, onde ambos estão internados; as forças russas chegam a Vilnius e Brest-Litovsk. O submarino polonês escapa de Tallinn, a neutralidade da Estônia é questionada pela União Soviética e pela Alemanha.
- 19: Os exércitos alemães e soviéticos se aproximam de Brest-Litovsk.
: A União Soviética bloqueia o porto de Tallinn, a capital da Estônia.
: A União Soviética e sua aliada Mongólia vencem a Batalha de Khalkhin Gol contra o Japão, terminando com os conflitos fronteiriços entre a União Soviética e o Japão.
: O Exército imperial japonês ataca o Exército Nacional Revolucionário Chinês ao longo do rio Xinqiang usando gás venenoso durante a Batalha de Changsha.
- 20: O U-boat U-27 é afundado com cargas de profundidade pelos destroyers britânicos HMS Fortune e HMS Forester.
- 21: O primeiro-ministro da Romênia, Armand Călinescu, é assassinado pela Guarda de Ferro, um grupo ultra-nacionalista na Romênia.
- 23: O Exército Imperial Japonês expulsa o Exército Nacional Revolucionário Chinês da zona do rio Sinchiang e as 6º e 13 º Divisões atravessam o rio sob a cobertura da artilharia e avançam mais ao sul ao longo do rio Miluo durante a Batalha de Changsha.
- 24: A força aérea soviética viola o espaço aéreo da Estônia. Os estonianos negociam com Molotov em Moscou. Molotov avisa aos estonianos que, se a União Soviética não obtiver bases militares na Estônia, será forçada a usar "ações mais radicais".
- 25: As medidas da frente doméstica alemã começam com o racionamento de alimentos.
: Atividade aérea soviética na Estônia. As tropas soviéticas ao longo da fronteira da Estônia incluem 600 tanques e 600 aviões e 160.000 homens.
- 26: Após um amplo bombardeio de artilharia, os alemães lançam um importante ataque de infantaria no centro de Varsóvia.
: Bombardeiros soviéticos vistos no céu de Tallinn.
- 27: Nas primeiras operações ofensivas do exército alemão na Europa Ocidental, vão da Linha Siegfried se abrem em aldeias atrás da linha francesa Maginot.
- 28: Tratado fronteiriço Alemão-Soviético é assinado por Molotov e Ribbentrop. O protocolo secreto especifica os detalhes da partição da Polônia originalmente definida no Pacto Molotov-Ribbentrop (23 de agosto de 1939) e acrescenta a Lituânia à esfera de interesse da União Soviética.
: O exército e a milícia polonesa remanescentes no centro de Varsóvia capitulam para os alemães.
: Massa das tropas soviéticas pela fronteira da Letônia. O espaço aéreo da Letônia foi violado.
: A Estônia assina um Pacto de Assistência Mútua de 10 anos com a União Soviética, o que permite que os soviéticos tenham bases militares de 30.000 homens na Estônia. Como um presente em troca, Stalin promete respeitar a independência da Estônia.
- 29: O exército imperial japonês atinge os arredores de Changsha. No entanto, é incapaz de conquistar a cidade porque suas linhas de suprimento são cortadas pelo Exército Nacional Revolucionário Chinês.
- 30: O navio de guerra alemão Admiral Graf Spee afunda seu primeiro navio mercante, o cargueiro britânico Clement, ao largo da costa de Pernambuco, Brasil.
: As forças francesas na fronteira franco-alemã retornam à linha Maginot em antecipação a uma invasão alemã.[2]

## Outubro de 1939
- 2: Os representantes da Letônia negociam com Stalin e Molotov. Os soviéticos ameaçam uma ocupação pela força se não obtiverem bases militares na Letônia.
: Declaração do Panamá é aprovada pelas repúblicas americanas. As atividades beligerantes não devem ocorrer em águas adjacentes ao continente americano. Uma zona de neutralidade de cerca de 480 km de largura deve ser patrulhada pela Marinha dos Estados Unidos.
- 3: As forças britânicas se movimentam para a fronteira belga, antecipando a invasão alemã do Ocidente.
: Os lituanos se encontram com Stalin e Molotov em Moscou. Stalin oferece a Lituânia a cidade de Vilnius (na Polônia) em troca de permitir bases militares soviéticas na Lituânia. Os lituanos estão relutantes.
- 5: A Letônia assina um Pacto de Assistência Mútua de 10 anos com a União Soviética, que permite que os soviéticos tenham 25.000 homens em bases militares na Letônia. Stalin promete respeitar a independência da Letônia.
- 6: O exército chinês derrota supostamente os japoneses na batalha de Changsha.
: A resistência polonesa na campanha do setembro polonês chega ao fim. Hitler fala antes do Reichstag, declarando o desejo de uma conferência com a Grã-Bretanha e a França para restaurar a paz.
- 7: Os lituanos voltam a encontrar os soviéticos em Moscou. Os soviéticos exigem bases militares.
- 9: A Alemanha emite ordens (Caso amarelo) para se preparar para a invasão da Bélgica, França, Luxemburgo e Países Baixos.
- 10: O último dos militares da Polônia se rende aos alemães.
: Os líderes da marinha alemã sugerem a Hitler que precisam ocupar a Noruega.
: O primeiro-ministro britânico Chamberlain declina a oferta de paz de Hitler.
: A Lituânia assina um Pacto de Assistência Mútua de 15 anos com a União Soviética, que permite que os soviéticos tenham 20.000 homens em bases militares na Lituânia. Em um protocolo secreto, Vilnius é um território lituano.
- 11: Estima-se que 158.000 tropas britânicas estão agora na França.
- 12: Adolf Eichmann começa a deportar judeus da Áustria e da Checoslováquia para a Polônia.
:O Premier francês Édouard Daladier declina s oferta de paz de Hitler.
: Os representantes da Finlândia se encontram com Stalin e Molotov em Moscou. A União Soviética exige que a Finlândia abandone uma base militar perto de Helsínquia e troque alguns territórios soviéticos e finlandeses para proteger Leningrado contra a Grã-Bretanha ou a futura ameaça futura da Alemanha.
- 14: O navio de guerra britânico HMS Royal Oak é afundado no porto de Scapa Flow pelo U-47, sob o comando de Günther Prien.
: Os finlandeses encontram-se novamente com Stalin. Stalin diz que "um acidente" pode acontecer entre tropas finlandesas e soviéticas, se as negociações durarem muito.
- 16: Primeiro ataque aéreo na Grã-Bretanha, destinado a navios no Estuário do rio Forth, Escócia.[5]
- 18: As primeiras forças soviéticas entram na Estônia. Durante o Umsiedlung, 12.600 alemães do Báltico deixam a Estônia.
- 19: Porções da Polônia são formalmente induzidas na Alemanha; o primeiro gueto judeu está estabelecido em Lublin.
- 20: A "Guerra de Mentira": As tropas francesas se instalam em dormitórios e túneis da linha Maginot; os britânicos construíram novas fortificações ao longo da "lacuna" entre a linha Maginot e o Canal.
: A primeira encíclica do Papa Pio XII condena o racismo e as ditaduras.
- 27: A Bélgica anuncia que é neutra no conflito atual.
- 30: O governo britânico lança um relatório sobre os campos de concentração que estão sendo construídos na Europa para judeus e anti-nazistas.[6]
- 31: À medida que a Alemanha planeja um ataque à França, o tenente-general alemão Erich von Manstein propõe que a Alemanha ataque as Ardenas e não a Bélgica, a rota de ataque esperada.

## Novembro de 1939
- 1: Partes da Polônia, incluindo o Corredor de Danzig, são anexadas pela Alemanha. A União Soviética anexa as partes orientais da Polônia ocupada para a Ucrânia e a Bielorrússia.
- 3: Finlândia e União Soviética novamente negociam novas fronteiras. Os finlandeses desconfiam dos objetivos de Stalin e se recusam a abandonar o território rompendo sua linha defensiva.
- 4: A Lei de Neutralidade dos Estados Unidos é aprovada: os franceses e britânicos podem comprar armas, mas em um regime estritamente restrito. Os isolacionistas americanos acham o ato uma "indignação".
: Um físico alemão que trabalha na Siemens AG envia uma carta anônima à embaixada britânica em Oslo, oferecendo à Grã-Bretanha um relatório sobre tecnologias de armas alemãs atuais e futuras.
- 8: Hitler escapa de um atentado a bomba em uma cervejaria de Munique, onde ele estava falando sobre o aniversário da Putsch de 1923. Os bombardeiros britânicos coincidem com a bomba de Munique.
- 13: As negociações entre a Finlândia e a União Soviética se quebram. Os finlandeses suspeitam que os alemães e os soviéticos concordaram em incluir a Finlândia na esfera de influência soviética.
- 14: O governo polonês no exílio se muda para Londres.
- 17: O IRA é culpado por bombas desencadeadas em Londres.
- 20: A Luftwaffe e os U-boats alemães começam a explorar o estuário do Tamisa.
- 23: Os judeus poloneses são obrigados a usar braçadeiras da Estrela de David.
- 24: O Japão anuncia a captura de Nanning no sul da China.
- 26: Os soviéticos entram no bombardeio de Mainila, a artilharia soviética se abriga em um campo perto da fronteira finlandesa, acusando os finlandeses de matar as tropas soviéticas.
- 29: A União Soviética rompe relações diplomáticas com a Finlândia.
- 30: A União Soviética ataca a Finlândia no que seria conhecido como Guerra de Inverno.

## Dezembro de 1939
- 1: A União Soviética continua a sua guerra contra a Finlândia; Helsínquia é bombardeada. Nas primeiras duas semanas do mês, os finlandeses se retiraram para a Linha Mannerheim, uma linha defensiva ultrapassada, apenas dentro da fronteira sul com a União Soviética.
- 5: Os invasores soviéticos começam ataques pesados na linha Mannerheim.
- 7: A Itália declara novamente sua neutralidade. Noruega, Suécia e Dinamarca também proclamam sua neutralidade na disputa soviética-finlandesa.
- 11: Os soviéticos se encontram com várias derrotas táticas pelo exército finlandês.
- 12: O destroyer HMS Duchess afunda após uma colisão com o navio de batalha HMS Barham da costa da Escócia com a perda de 124 homens.
- 13: A Batalha do Rio da Prata em Montevidéu, Uruguai. Um esquadrão naval britânico ataca o Admiral Graf Spee.
- 14: O Admiral Graf Spee se retira, gravemente danificado, no porto de Montevidéu.
: A União Soviética é expulsa da Liga das Nações em resposta à invasão soviética da Finlândia em 30 de novembro.[7]
- 15: Exército soviético assalta Taipale, na Finlândia durante a Batalha de Taipale.[2]
- 17: O Admiral Graf Spee é forçado pelo direito internacional a deixar o porto de Montevidéu; e é afundado fora do porto. Seu capitão, Hans Langsdorff, é internado.
- 18: As primeiras tropas canadenses chegam na Europa.
: A Alemanha derrota a Grã-Bretanha na Batalha de Heligoland Bight.
- 20: O capitão Hans Langsdorff comete suicídio.
- 27: As primeiras tropas indianas chegam na França.
- 28: O racionamento de carne começa na Grã-Bretanha.
- 29: À medida que o ano termina, os finlandeses continuam a ter êxitos na luta contra os invasores, ao longo do caminho, capturando muitos homens e veículos.